# Trapiche Meza
Trapiche Meza är en ort i Mexiko.   Den ligger i kommunen Cuitláhuac och delstaten Veracruz, i den sydöstra delen av landet, 260 km öster om huvudstaden Mexico City. Trapiche Meza ligger 345 meter över havet och antalet invånare är 361.
Terrängen runt Trapiche Meza är huvudsakligen platt, men åt nordväst är den kuperad. Runt Trapiche Meza är det ganska tätbefolkat, med 134 invånare per kvadratkilometer. Närmaste större samhälle är Cuitláhuac, 2,4 km väster om Trapiche Meza. Trakten runt Trapiche Meza består till största delen av jordbruksmark.